# Marcgravia sprucei
Marcgravia sprucei là một loài thực vật có hoa trong họ Marcgraviaceae. Loài này được (Wittm.) Gilg mô tả khoa học đầu tiên năm 1898.